# Масерија Лјуни (Лече)
Масерија Лјуни (итал. Masseria Liuni) је насеље у Италији у округу Лече, региону Апулија.
Према процени из 2011. у насељу је живело 217 становника. Насеље се налази на надморској висини од 37 м.